# I Just Can’t Stop Loving You
«I Just Can't Stop Loving You» (с англ. — «Мне просто не разлюбить тебя») — песня американского музыканта Майкла Джексона, исполненная в дуэте с Саидой Гарретт. Была выпущена 20 июля 1987 года на лейбле Epic Records в качестве первого сингла из седьмого студийного альбома певца Bad. Продюсированием трека занимались Майкл Джексон и Куинси Джонс. Песня возглавила американские Billboard Hot 100, Hot R&B/Hip-Hop Songs, Hot Adult Contemporary Tracks и получила золотую сертификацию от RIAA. В 2012 году в честь 25-летия альбома Джексона сингл был переиздан.
Помимо версии на английском языке Джексон и Гарретт записали песню на испанском и французском: «Todo Mi Amor Eres Tu» и «Je Ne Veux Pas La Fin De Nous» соответственно. Обе версии были выпущены на переизданиях альбома Bad Special Edition в 2001 году и Bad 25 в 2012 году.

## История создания и особенности композиции
Первоначально Джексон планировал записать «I Just Can't Stop Loving You» дуэтом с Барброй Стрезанд, однако она не приехала в студию в назначенный день. Клайв Дэвис, президент лейбла Arista Records, запретил Уитни Хьюстон участвовать в записи, опасаясь, что дуэт с Джексоном может прервать промо-кампанию нового альбома певицы Whitney.
Певица Саида Гарретт была одной из новых подопечных продюсера Куинси Джонса. Она уже приняла участие в создании нового альбома Джексона: в соавторстве с Гленом Баллардом она написала для певца композицию «Man in the Mirror». Певица рассказала, что Джонс неожиданно пригласил её в студию. Она думала, что её попросят помочь закончить «Man in the Mirror» и была очень удивлена, когда продюсер дал ей текст «I Just Can't Stop Loving You».
Баллада представляет собой композицию «непринуждённого» характера исполнения, записанную в тональности ре-бемоль мажор. На первых тиражах сингла «I Just Can't Stop Loving You» и пластинки Bad песня начиналась со словесного вступления, однако в дальнейшем оно было вырезано и песня выходила в последующих тиражах альбома и сборниках хитов Джексона без него. Помимо версии на английском языке Джексон и Гарретт записали песню на испанском и французском: «Todo Mi Amor Eres Tu» и «Je Ne Veux Pas La Fin De Nous» соответственно. Переводом текста песни на испанский язык занимался Рубен Блейдс, на французский — Кристин Декрокс. В 2001 году «Todo Mi Amor Eres Tu» вошла в список композиций переиздания альбома Bad: Special Edition, а в 2012 году вместе с «Je Ne Veux Pas La Fin De Nous» была включена в переиздание Bad 25.

## Выпуск сингла и реакция критиков
Баллада была выпущена первым синглом из альбома Джексона Bad 20 июля 1987 года. В продажу поступили 7-ми и 12-дюймовые виниловые пластинки. Композиция возглавила американские чарты Billboard Hot 100 и Hot R&B/Hip-Hop Songs и три недели продержалась на вершине списка Adult Conteporary Tracks. Сингл получил золотую сертификацию в США и серебряную в Великобритании. В сентябре 2012 года в честь 25-летия альбома Джексона Bad сингл был переиздан на CD и виниловых пластинках.
Ричард Кромелин из Los Angeles Times назвал «I Just Can't Stop Loving You» самой неудачной песней в альбоме Джексона, особенно подверглось критике «жуткое» словесное вступление. Обозреватели портала Allmusic писали, что баллада вполне может стоять в одном ряду с треками предыдущего альбома Джексона — Thriller. Песня заняла 39 место в списке 40 величайших дуэтов всех времён по версии журнала Billboard. Давитт Сигерсон из Rolling Stone отметил, что многие критикуют балладу за присутствие одновременно литавр и щелчков пальцами, однако «кто, услышав эту песню хотя бы два раза, не вспомнит её припев?»

## Концертные выступления
«I Just Can't Stop Loving You» звучала на концертах сольных туров Джексона Bad World Tour (1987—89 гг.) и Dangerous World Tour (1992—93 гг.). На турне в поддержку альбома Bad певец исполнял её в дуэте с Шерил Кроу, на Dangerous World Tour — с Саидой Гарретт. На концерте, посвящённом дню рождения султана Брунея, в 1996 году к Джексону присоединилась Марва Хикс. Планировалось, что певец будет исполнять балладу с Джудит Хилл на несостоявшемся в связи с кончиной певца туре This Is It.
Концертные выступления с «I Just Can’t Stop Loving You» были официально выпущены на DVD: Live in Bucharest: The Dangerous Tour и Live at Wembley July 16, 1988. Репетиция для тура This Is It вошла в документальный музыкальный фильм Майкл Джексон: Вот и всё.

## Список композиций
- 1987 год. 7" (номер в каталоге Epic Records — 34-07253)[30]

| №  | Название                       | Длительность |
| -- | ------------------------------ | ------------ |
| 1. | «I Just Can't Stop Loving You» | 4:17         |

| №  | Название       | Длительность |
| -- | -------------- | ------------ |
| 2. | «Baby Be Mine» | 4:11         |

- 2012 год. 7" (номер в каталоге Epic Records — 88725414922)[31]

| №  | Название                                                  | Длительность |
| -- | --------------------------------------------------------- | ------------ |
| 1. | «I Just Can't Stop Loving You» (со словесным вступлением) | 4:27         |

| №  | Название                         | Длительность |
| -- | -------------------------------- | ------------ |
| 2. | «Don't Be Messin' 'Round» (Demo) | 4:20         |

## Участники записи
| - Майкл Джексон — музыка, текст, вокал, аранжировка вокала - Саида Гарретт — вокал - Натан Ист — бас-гитара - Ньдугу Чанклер — ударные - Данн Хафф — гитара - Паулинью да Кошта — перкуссия - Джон Барнс — фортепиано, аранжировка вокала | - Кристофер Кёрелл — синклавир - Дэвид Пейч — синтезатор, аранжировка синтезаторов - Грег Филингейнс — синтезатор - Стив Поркаро — программирование синтезаторов - Куинси Джонс — аранжировка ритма и синтезаторов |

## Позиции в чартах
| Чарт (1987)              | Высшая позиция |
| ------------------------ | -------------- |
| Австралия                | 10             |
| Австрия                  | 5              |
| Бельгия (Валлония)       | 1              |
| Великобритания           | 1              |
| Германия                 | 2              |
| Европа                   | 1              |
| Канада                   | 2              |
| Нидерланды               | 1              |
| Новая Зеландия           | 3              |
| Норвегия                 | 1              |
| США (Hot 100)            | 1              |
| США (R&B/Hip-Hop Songs)  | 1              |
| США (Adult Contemporary) | 1              |
| Франция                  | 12             |
| Швейцария                | 2              |
| Швеция                   | 4              |
| ЮАР                      | 7              |